# 연우 (기업)
주식회사 연우는 대한민국의 제조 기업으로, 본사는 인천광역시 서구 가좌로84번길 13에 있다.

## 역사 및 현황
1983년 8월 개인사업자로 설립 후 1994년 9월에 법인으로 전환하였다.
한국콜마가 연우를 완전 자회사로 편입하면서 연우의 상장이 폐지될 거라는 소문이 있었지만한국콜마가 연우 공개매수와 상장폐지에 관한 보도를 부인했다.
미국 PKG가 300억 원 규모의 공개매수를 청구하며 연우의 지분 전량을 매각하기로 결정했다. 외국인지분율은 17.23%이다
2024년 3월 6일, 콜마홀딩스의 자회사 편입에 따라 상장폐지 되었다.